# Russelia acuminata
Russelia acuminata är en grobladsväxtart som beskrevs av Carlson. Russelia acuminata ingår i släktet Russelia och familjen grobladsväxter. Inga underarter finns listade i Catalogue of Life.